# Zaczęło się w Neapolu
Zaczęło się w Neapolu (ang. It Started in Naples) – amerykańska komedia romantyczna z 1960 roku w reżyserii  Melville’a Shavelsona.

## Fabuła
Prawnik z Filadelfii Michael Hamilton (Clark Gable) przyjeżdża do Neapolu, aby uregulować kwestię spadku po zmarłym bracie. Na miejscu odkrywa, że jego brat ma 9-letniego syna wychowywanego przez Lucię (Sophia Loren). Pomimo różnicy wieku między Michaelem i Lucią rodzi się uczucie.

## Obsada
- Clark Gable jako Michael Hamilton
- Sophia Loren jako Lucia Curcio
- Vittorio De Sica jako Mario Vitale
- Paolo Carlini jako Renzo
- Claudio Ermelli jako Luigi
- Marco Tulli
- Marietto jako Nando Hamilton
- Giovanni Filidoro jako Gennariello

## Produkcja
Zdjęcia kręcono w Neapolu, na Capri oraz w Rzymie.

## Nagrody i nominacje
| Nazwa nagrody | Wygrane            | Nominacje                                                                                           |
| Oscar         | 1961 bez rezultatu | 1961 Najlepsza scenografia – filmy kolorowe Arrigo Breschi, Hal Pereira, Roland Anderson, Sam Comer |
| Złoty Glob    | 1961 bez rezultatu | 1961 Najlepsza komedia Jack Rose Najlepsza aktorka w komedii lub musicalu Sophia Loren              |